# Marie Kettnerová
Marie Kettnerová (4. dubna 1911 Praha – 28. února 1998 Londýn) byla česká stolní tenistka.
Za svou kariéru získala 23 medailí na mistrovství světa, z toho šest zlatých, pět stříbrných a dvanáct bronzových medailí:
zlaté získala
- ve dvouhře v letech 1934 a 1935
- v ženské čtyřhře v roce 1936
- v soutěži ženských družstev v letech 1935, 1936 a 1938

Poslední medaili přivezla ještě v roce 1950 (bronz ze soutěže družstev).